# Jezioro Kamienieckie (Pojezierze Kujawskie)
Jezioro Kamienieckie – jezioro w woj. kujawsko-pomorskim, w powiecie radziejowskim, w gminie Topólka, leżące na terenie Pojezierza Kujawskiego.

## Dane morfometryczne
Powierzchnia zwierciadła wody według różnych źródeł wynosi od 37,4 ha do 39,0 ha. 
Zwierciadło wody położone jest na wysokości 90,7 m n.p.m. lub 89,7 m n.p.m. Średnia głębokość jeziora wynosi 1,8 m, natomiast głębokość maksymalna 4,0 m.
W oparciu o badania przeprowadzone w 2002 roku wody jeziora zaliczono do III klasy czystości.

## Hydronimia
Według urzędowego spisu opracowanego przez Komisję Nazw Miejscowości i Obiektów Fizjograficznych (KNMiOF) nazwa tego jeziora to Jezioro Kamienieckie. W różnych publikacjach i na mapach topograficznych jezioro to występuje pod nazwą Kamieniec.